# La Pleureuse d'Ishinomaki
La Pleureuse d'Ishinomaki, également appelée La Madone des décombres, est un cliché du photographe japonais Tadashi Okubo paru pour la première fois dans le journal Yomiuri shinbun. La photographie est prise le 12 mars 2011, au lendemain du séisme et du tsunami qui ont frappé l'est du Japon.

## Diffusion
La photographie d'une victime du tsunami prise par Tadashi Okubo le samedi 12 mars 2011 à Ishinomaki, une ville de 160 000 habitants, fait le tour du monde. Elle est reprise par les trois grandes agences de presse Associated Press, AFP et Reuters : elle représente une jeune femme japonaise au milieu des décombres. Drapée de couvertures de fortune, le regard perdu, elle fait penser à une madone — la figure emblématique de la veuve éplorée après une catastrophe.
La publication de la photographie dans des magazines tels que Le Nouvel Observateur, Paris Match, Stern et Le Point, crée une polémique sur le rôle du photojournalisme. Certains y voient une recherche esthétique pour alerter le public sur l'ampleur de la catastrophe, tandis que d'autres critiquent le voyeurisme des journalistes et l'exploitation commerciale de la misère.